# Фролов Іван Тимофійович
Іван Тимофійович Фролов (1 вересня 1929, село Добре Добровського району, тепер Липецька область, Російська Федерація — 18 листопада 1999, місто Ханчжоу, Китайська Народна Республіка) — радянський політичний діяч, головний редактор газети «Правда». Депутат Верховної Ради СРСР 11-го скликань (у 1987—1989 роках). Народний депутат СРСР у 1989—1991 роках. Член ЦК КПРС у 1986—1991 роках. Секретар ЦК КПРС з 9 грудня 1989 по 13 липня 1990 року. Член Політбюро ЦК КПРС з 13 липня 1990 по 23 серпня 1991 року. Доктор філософських наук (1966), професор (1970), член-кореспондент АН СРСР по відділенню філософії і права (1976), академік АН СРСР (1987), академік Російської академії наук (1991).

## Біографія
Народився в селянській родині. Трудову діяльність розпочав у 1952 році редактором у видавництві Академії наук СРСР.
У 1953 році закінчив філософський факультет Московського державного університету імені Ломоносова. З 1953 по 1956 рік навчався у аспірантурі Московського державного університету імені Ломоносова.
У 1956—1962 роках — консультант, заступник завідувача відділу, відповідальний секретар редакції журналу «Вопросы философии».
Член КПРС з 1960 року.
У 1962—1965 роках — редактор-консультант, заступник відповідального секретаря журналу «Проблемы мира и социализма» (Прага, Чехословаччина).
У 1965—1968 роках — помічник секретаря ЦК КПРС з ідеології Петра Демічева.
У 1968—1977 роках — головний редактор журналу «Вопросы философии». У 1977—1979 роках — відповідальний секретар журналу «Проблемы мира и социализма».
Одночасно з 1971 року — професор філософського факультету Московського державного університету імені Ломоносова.
З 1979 року — заступник директора Всесоюзного науково-дослідного інституту системних досліджень. З 1980 року — голова Наукової ради при Президії АН СРСР з комплексної проблеми «Філософські та соціальні проблеми науки і техніки».
У 1986—1987 роках — головний редактор журналу «Коммунист». Президент Філософського товариства СРСР з 1987 року.
У 1987—1989 роках — помічник з ідеології генерального секретаря ЦК КПРС Михайла Горбачова. У 1989 році — відповідальний редактор підручника «Вступ до філософії». З 1989 року — голова редакційної ради журналу «Человек».
19 жовтня 1989 — серпень 1991 року — головний редактор газети «Правда».
Одночасно, 9 грудня 1989 — 13 липня 1990 року — секретар ЦК КПРС.
З 1991 року — організатор і директор Інституту людини Російської академії наук (РАН).
З 1992 року — співголова Російського національного комітету з біоетики РАН. У 1993 році — голова оргкомітету з підготовки та проведення XIX Всесвітнього філософського конгресу в Москві. З 1993 року — член виконкому Міжнародної федерації філософських товариств.
Автор понад 350 наукових робіт з питань філософії.
Помер в Китайській Народній Республіці під час службового відрядження. Похований на Троєкуровському цвинтарі Москви.

## Нагороди
- орден Трудового Червоного Прапора (1971)
- орден Дружби народів (1978)
- орден «Знак Пошани» (1967)
- медаль «За добесну працю. В ознаменування 100-річчя з дня народження Володимира Ілліча Леніна»
- медаль «В пам'ять 850-річчя Москви»
- золота медаль ВДНГ СРСР
- золота медаль імені Менделя Академії наук Чехословаччини
- лауреат премії ЮНЕСКО «Глобал 500»